# Berasia
Berasia is een nagar panchayat (plaats) in het district Bhopal van de Indiase staat Madhya Pradesh. 

## Demografie
Volgens de Indiase volkstelling van 2001 wonen er 24.289 mensen in Berasia, waarvan 53% mannelijk en 47% vrouwelijk is. De plaats heeft een alfabetiseringsgraad van 57%. 